# Wahlkreis Parma-Mitte
Der Wahlkreis Parma-Mitte war von 1993 bis 2005 ein Wahlkreis (italienisch collegio elettorale) für die Wahl der Abgeordnetenkammer.

## Wahlkreisgebiet
Der Wahlkreis umfasste den Teil der Gemeinde Parma, der aus Stadtgliederungen (Circoscrizioni) Centro (d. h. Circoscrizione 1), Lubiana – San Lazzaro (d. h. Circoscrizione 2), Oltretorrente – Molinetto (d. h. Circoscrizione 3), Pablo – Golese – San Pancrazio (d. h. Circoscrizione 4) und San Leonardo (d. h. Circoscrizione 5) bestand. Die Stadtgliederungen Cittadella (d. h. Circoscrizione 6) und Montanara – Vigatto (d. h. Circoscrizione 7) gehörten zum Wahlkreis Parma – Collecchio (zu dem auch 23 weitere Gemeinden gehörten).

## Wahlergebnisse

### Parlamentswahl 1994

#### Direktstimmen
| Kandidaten               | Kandidaten             | Parteien                                 | Stimmen | %    |
| ------------------------ | ---------------------- | ---------------------------------------- | ------- | ---- |
|                          | Rocco Caccavarigewählt | Progressisti                             | 40.261  | 41,2 |
|                          | Fabio Dosi             | Polo delle Libertà (FI – LN – CCD – UdC) | 33.643  | 34,5 |
|                          | Giuseppe Iotti         | Patto per l’Italia                       | 12.322  | 12,6 |
|                          | Manlio Molinari        | Alleanza Nazionale                       | 7.590   | 7,8  |
|                          | Gustavo Marchesi       | Lista Marco Pannella – Riformatori       | 3.806   | 3,9  |
| Gesamt                   | Gesamt                 | Gesamt                                   | 97.622  | 100  |
|                          |                        |                                          |         |      |
| Ungültige Stimmen        | Ungültige Stimmen      | Ungültige Stimmen                        | 4.512   | 4,4  |
| Wähler                   | Wähler                 | Wähler                                   | 102.134 | 93,0 |
| Wahlberechtigte          | Wahlberechtigte        | Wahlberechtigte                          | 109.808 |      |
|                          |                        |                                          |         |      |
| Quelle: Innenministerium |                        |                                          |         |      |

#### Listenstimmen
| Parteien                             | Parteien                        | Parteien                           | Stimmen | %    |
| ------------------------------------ | ------------------------------- | ---------------------------------- | ------- | ---- |
|                                      | Progressisti                    | Partito Democratico della Sinistra | 27.532  | 27,9 |
| Partito della Rifondazione Comunista | Progressisti                    | 7.148                              | 7,2     |      |
| Federazione dei Verdi                | Progressisti                    | 3.255                              | 3,3     |      |
| Partito Socialista Italiano          | Progressisti                    | 1.713                              | 1,7     |      |
| La Rete                              | Progressisti                    | 1.356                              | 1,4     |      |
| Alleanza Democratica                 | Progressisti                    | 1.070                              | 1,1     |      |
| ↳ Gesamt                             | Progressisti                    | 42.074                             | 42,6    |      |
|                                      | Polo delle Libertà              | Forza Italia                       | 17.281  | 17,5 |
| Lega Nord                            | Polo delle Libertà              | 11.742                             | 11,9    |      |
| ↳ Gesamt                             | Polo delle Libertà              | 29.023                             | 29,4    |      |
|                                      | Patto per l’Italia              | Patto Segni                        | 6.589   | 6,7  |
| Partito Popolare Italiano            | Patto per l’Italia              | 6.358                              | 6,4     |      |
| ↳ Gesamt                             | Patto per l’Italia              | 12.947                             | 13,1    |      |
|                                      | Alleanza Nazionale              | Alleanza Nazionale                 | 9.701   | 9,8  |
|                                      | Lista Marco Pannella            | Lista Marco Pannella               | 4.475   | 4,5  |
|                                      | Socialdemocrazia per le Libertà | Socialdemocrazia per le Libertà    | 296     | 0,3  |
|                                      | Partito Democratico             | Partito Democratico                | 241     | 0,2  |
| Gesamt                               | Gesamt                          | Gesamt                             | 98.757  | 100  |
|                                      |                                 |                                    |         |      |
| Ungültige Stimmen                    | Ungültige Stimmen               | Ungültige Stimmen                  | 3.371   | 3,3  |
| Wähler                               | Wähler                          | Wähler                             | 102.128 | 93,0 |
| Wahlberechtigte                      | Wahlberechtigte                 | Wahlberechtigte                    | 109.808 |      |
|                                      |                                 |                                    |         |      |
| Quelle: Innenministerium             |                                 |                                    |         |      |

### Parlamentswahl 1996

#### Direktstimmen
| Kandidaten               | Kandidaten             | Parteien            | Stimmen | %    |
| ------------------------ | ---------------------- | ------------------- | ------- | ---- |
|                          | Rocco Caccavarigewählt | L’Ulivo             | 49.058  | 52,6 |
|                          | Massimo Moine          | Polo per le Libertà | 31.317  | 33,6 |
|                          | Riccardo Pellegrini    | Lega Nord           | 12.888  | 13,8 |
| Gesamt                   | Gesamt                 | Gesamt              | 93.263  | 100  |
|                          |                        |                     |         |      |
| Ungültige Stimmen        | Ungültige Stimmen      | Ungültige Stimmen   | 4.702   | 4,8  |
| Wähler                   | Wähler                 | Wähler              | 97.965  | 90,0 |
| Wahlberechtigte          | Wahlberechtigte        | Wahlberechtigte     | 108.828 |      |
|                          |                        |                     |         |      |
| Quelle: Innenministerium |                        |                     |         |      |

#### Listenstimmen
| Parteien                                          | Parteien                             | Parteien                             | Stimmen | %    |
| ------------------------------------------------- | ------------------------------------ | ------------------------------------ | ------- | ---- |
|                                                   | L’Ulivo                              | Partito Democratico della Sinistra   | 25.589  | 27,2 |
| Popolari per Prodi (PPI – SVP – PRI – UD – Prodi) | L’Ulivo                              | 7.140                                | 7,6     |      |
| Rinnovamento Italiano                             | L’Ulivo                              | 4.772                                | 5,1     |      |
| Federazione dei Verdi                             | L’Ulivo                              | 2.959                                | 3,1     |      |
| ↳ Gesamt                                          | L’Ulivo                              | 40.460                               | 43,0    |      |
|                                                   | Polo per le Libertà                  | Forza Italia                         | 15.009  | 16,0 |
| Alleanza Nazionale                                | Polo per le Libertà                  | 11.629                               | 12,4    |      |
| CCD – CDU                                         | Polo per le Libertà                  | 3.416                                | 3,6     |      |
| ↳ Gesamt                                          | Polo per le Libertà                  | 30.054                               | 32,0    |      |
|                                                   | Lega Nord                            | Lega Nord                            | 11.479  | 12,2 |
|                                                   | Partito della Rifondazione Comunista | Partito della Rifondazione Comunista | 8.977   | 9,5  |
|                                                   | Lista Pannella – Sgarbi              | Lista Pannella – Sgarbi              | 2.365   | 2,5  |
|                                                   | Fiamma Tricolore                     | Fiamma Tricolore                     | 543     | 0,6  |
|                                                   | Nuova Democrazia                     | Nuova Democrazia                     | 166     | 0,2  |
| Gesamt                                            | Gesamt                               | Gesamt                               | 94.044  | 100  |
|                                                   |                                      |                                      |         |      |
| Ungültige Stimmen                                 | Ungültige Stimmen                    | Ungültige Stimmen                    | 3.925   | 4,0  |
| Wähler                                            | Wähler                               | Wähler                               | 97.969  | 90,0 |
| Wahlberechtigte                                   | Wahlberechtigte                      | Wahlberechtigte                      | 108.828 |      |
|                                                   |                                      |                                      |         |      |
| Quelle: Innenministerium                          |                                      |                                      |         |      |

### Parlamentswahl 2001

#### Direktstimmen
| Kandidaten               | Kandidaten                               | Parteien           | Stimmen | %    |
| ------------------------ | ---------------------------------------- | ------------------ | ------- | ---- |
|                          | Carmen Mottagewählt                      | L’Ulivo            | 48.188  | 53,3 |
|                          | Alessandro Duce                          | Casa delle Libertà | 34.609  | 38,3 |
|                          | Orazio Paini                             | Lista Di Pietro    | 3.367   | 3,7  |
|                          | Alessando Meli Lupi di Roragna Tarasconi | Lista Emma Bonino  | 2.795   | 3,1  |
|                          | Aldo Cozzi                               | Democrazia Europea | 1.484   | 1,6  |
| Gesamt                   | Gesamt                                   | Gesamt             | 90.443  | 100  |
|                          |                                          |                    |         |      |
| Ungültige Stimmen        | Ungültige Stimmen                        | Ungültige Stimmen  | 3.728   | 4,0  |
| Wähler                   | Wähler                                   | Wähler             | 94.171  | 86,7 |
| Wahlberechtigte          | Wahlberechtigte                          | Wahlberechtigte    | 108.605 |      |
|                          |                                          |                    |         |      |
| Quelle: Innenministerium |                                          |                    |         |      |

#### Listenstimmen
| Parteien                               | Parteien                             | Parteien                             | Stimmen | %    |
| -------------------------------------- | ------------------------------------ | ------------------------------------ | ------- | ---- |
|                                        | L’Ulivo                              | Democratici di Sinistra              | 19.111  | 21,1 |
| La Margherita (Dem – PPI – RI – Udeur) | L’Ulivo                              | 16.479                               | 18,2    |      |
| Il Girasole (FdV – SDI)                | L’Ulivo                              | 2.645                                | 2,9     |      |
| Partito dei Comunisti Italiani         | L’Ulivo                              | 1.774                                | 2,0     |      |
| ↳ Gesamt                               | L’Ulivo                              | 40.009                               | 44,1    |      |
|                                        | Casa delle Libertà                   | Forza Italia                         | 23.223  | 25,6 |
| Alleanza Nazionale                     | Casa delle Libertà                   | 8.066                                | 8,9     |      |
| Lega Nord                              | Casa delle Libertà                   | 3.412                                | 3,8     |      |
| CCD – CDU                              | Casa delle Libertà                   | 1.580                                | 1,7     |      |
| Nuovo PSI                              | Casa delle Libertà                   | 945                                  | 1,0     |      |
| ↳ Gesamt                               | Casa delle Libertà                   | 37.226                               | 41,0    |      |
|                                        | Partito della Rifondazione Comunista | Partito della Rifondazione Comunista | 6.182   | 6,8  |
|                                        | Lista Di Pietro                      | Lista Di Pietro                      | 4.058   | 4,5  |
|                                        | Lista Emma Bonino                    | Lista Emma Bonino                    | 2.305   | 2,5  |
|                                        | Democrazia Europea                   | Democrazia Europea                   | 869     | 1,0  |
|                                        | Paese Nuovo                          | Paese Nuovo                          | 58      | 0,1  |
|                                        | Abolizione Scorporo                  | Abolizione Scorporo                  | 47      | 0,1  |
| Gesamt                                 | Gesamt                               | Gesamt                               | 90.754  | 100  |
|                                        |                                      |                                      |         |      |
| Ungültige Stimmen                      | Ungültige Stimmen                    | Ungültige Stimmen                    | 3.425   | 3,6  |
| Wähler                                 | Wähler                               | Wähler                               | 94.179  | 86,7 |
| Wahlberechtigte                        | Wahlberechtigte                      | Wahlberechtigte                      | 108.605 |      |
|                                        |                                      |                                      |         |      |
| Quelle: Innenministerium               |                                      |                                      |         |      |